# Filles de la Saviesa
Les Filles de la Saviesa, en llatí Institutum Filiarum a Sapientia i en francès Filles de la sagesse, són una congregació religiosa femenina. Les seves germanes, conegudes com a Monfortanes, posposen al seu nom les sigles F.d.L.S.

## Història
La congregació fou fundada en 1703 a l'hospital de Poitiers per Louis-Marie Grignion de Montfort (1673-1716) i Marie-Louise Trichet (1684-1759) per a l'evangelització i la instrucció dels pobres. Montfort volia crear una família religiosa consagrada a difondre la saviesa del Verb encarnat, contraposada a la "falsa saviesa de la gent del món". La congregació es constituí formalment quan Trichet en prengué l'hàbit en 2 de febrer de 1703; no tingué una companya fins al 1714, que hi arribà Catherine Brunet.
L'1 d'agost de 1715 Étienne de Champflour, bisbe de La Rochelle, aprovà l'institut, que llavors tenia quatre religioses que es feien càrrec d'una escola a la ciutat. En 1732 el rei Lluís XIV de França els atorgà la protecció reial.
Napoleó III aprovà l'institut el 15 de novembre de 1853, el mateix dia que obtingué l'aprovació pontifícia de mans del papa Pius IX. Les constitucions foren aprovades per la Santa Seu el 10 de novembre de 1904.
La congregació està sotmesa al superior general de la Companyia de Maria Montfortana, de la que constitueix la branca femenina; el superior, amb la mare general de les Filles de la Saviesa, convoca els capítols generals i promulga els decrets.

## Activitat i difusió
Les montfortanes es dediquen a la instrucció cristiana de la joventut, i a l'assistència a malalts, especialment els que no tenen recursos.
Són presents a Europa (Bèlgica, França, Itàlia), Àfrica (República Democràtica del Congo, Madagascar, Malawi), Àsia (Filipines, Índia, Indonèsia), Amèrica (Argentina, Canadà, Colòmbia, Equador, Haití, Perú, Estats Units) i Papua-Nova Guinea.
En acabar 2005, la congregació tenia 2.003 germanes en 288 cases.